# Parophrys vetulus
Parophrys vetulus is een straalvinnige vissensoort uit de familie van schollen (Pleuronectidae). De wetenschappelijke naam van de soort is voor het eerst geldig gepubliceerd in 1854 door Girard.

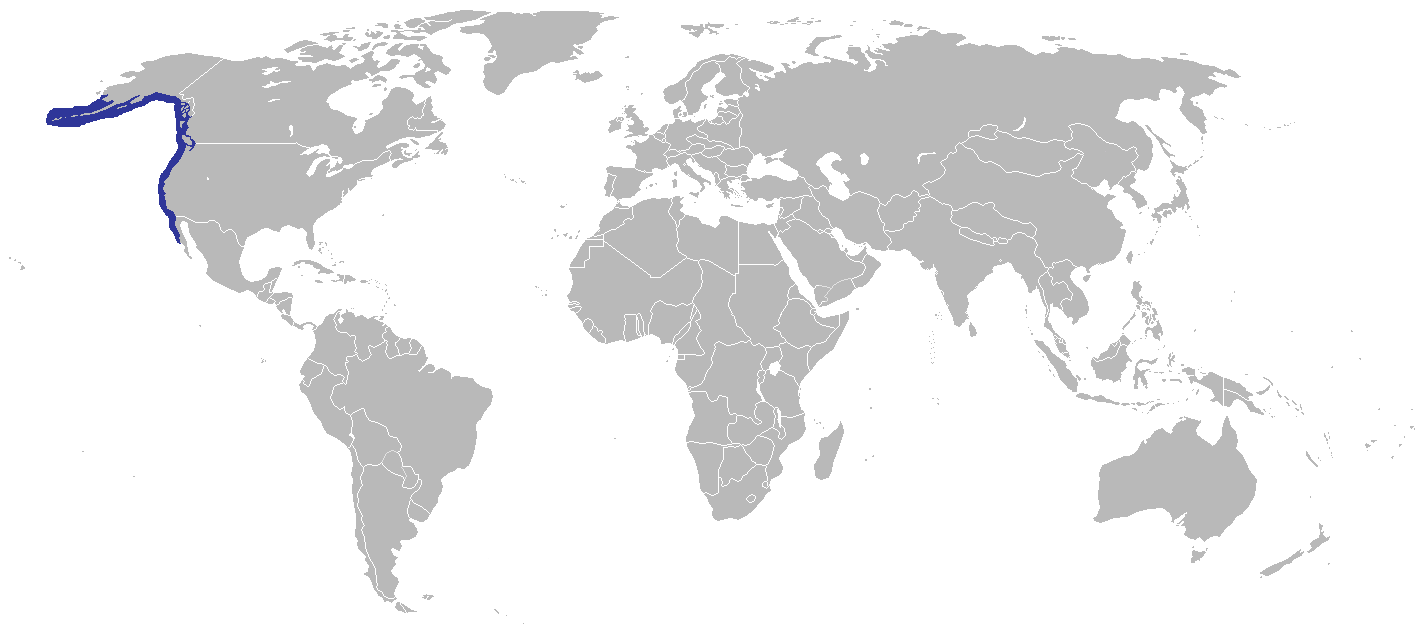
Verspreidingsgebied van Parophrys vetulus